# 間瀬延幸
間瀬 延幸（ませ のぶゆき、1936年1月25日 - 1991年11月11日）は、日本の都市計画家、造園家。日本都市計画学会常務理事も務めた。

## 来歴
愛知県出身。1958年に東京大学農学部農学科を卒業し、愛知県土木部計画課に配属される。
1966年6月、建設省都市局公園緑地課に転任し、1967年4月からは都市局都市計画課に勤務した。1968年5月に茨城県土木部計画第二課に出向する。
1972年10月、工業再配置公団工業再配置第一部事業課長に就任する。1975年4月に建設省に復帰し、都市局都市計画課建設専門官となる。1976年7月から徳島県土木部計画課長に出向する。1978年8月に建設省に戻り、都市局公園緑地課都市緑地対策室長に就任した。
1979年11月から宅地開発公団参事となる。1981年10月から住宅・都市整備公団公園緑地部長を務める。1984年5月、神奈川県都市部参事兼都市計画課長となる。1987年10月、住宅・都市整備公団理事に就任した。
1988年、第10回日本公園緑地協会北村賞を受賞した。1991年11月死去。死没日付をもって従五位に叙され、勲四等旭日小綬章を追贈された。

## 著書
- 『新体系土木工学：都市計画 (2) 都市施設』（技報堂出版）がある。

## 関連文献
- 間瀬延幸「住宅・都市整備公団公園緑地部事業の現状と課題」『開発往来』第27巻4号(No.295) 開発行政懇話会（編）、1983年[要ページ番号]
- 『1992年版 Databook Kanagawa』神奈川新聞社、1992年[要ページ番号]
- 『建設月報』第 31 巻、第 2 - 12 号、建設院總裁官房弘報課, 1978年[要文献特定詳細情報]